# Бен Рой Мотелсон
Бен Мотелсон (на английски: Ben Roy Mottelson) е американско-датски физик.
Носител е на Нобелова награда по физика за 1975 година, заедно с Оге Бор и Джеймс Рейнуотър, за експерименталното потвърждаване на теорията на Рейнуотър за асиметричността на някои атомни ядра.

## Биография
Роден е в Чикаго, щата Илинойс, САЩ на 9 юли 1926 година. Завършва физика в Университета „Пардю“, щ. Индиана през 1947 г. Защитава докторска дисертация в Харвардския университет през 1950 г.
Отива в Дания за съвместна работа с Оге Бор и става датски гражданин през 1971 г. Двамата доказват експериментално теориите на Рейнуотър, за което тримата получават Нобеловата награда през 1975 г.